# Greg Vanney
Gregory Vanney, detto Greg (South Boston, 11 giugno 1974), è un allenatore di calcio ed ex calciatore statunitense, di ruolo difensore, tecnico dei LA Galaxy.

## Carriera
Dopo essersi ritirato dal calcio giocato, viene nominato vice allenatore al Chivas USA per la stagione 2011-2012. Nel 2014 diviene l'allenatore del Toronto FC con i quali realizza nel 2017 il Treble, conquistando la fase regolare della MLS, la MLS Cup e la coppa nazionale; nello stesso anno porta la propria squadra fino alla finale di Champions League. Conquista altre due coppe nazionali (2016 e 2017), portando alla fase playoff i canadesi in cinque stagioni. Il 1º dicembre 2020 annuncia le proprie dimissioni dalla squadra canadese.
Il 5 gennaio 2021 viene nominato come nuovo allenatore del LA Galaxy.

## Statistiche

### Giocatore

#### Cronologia presenze e reti in nazionale
| Cronologia completa delle presenze e delle reti in nazionale ― Stati Uniti | Cronologia completa delle presenze e delle reti in nazionale ― Stati Uniti | Cronologia completa delle presenze e delle reti in nazionale ― Stati Uniti | Cronologia completa delle presenze e delle reti in nazionale ― Stati Uniti | Cronologia completa delle presenze e delle reti in nazionale ― Stati Uniti | Cronologia completa delle presenze e delle reti in nazionale ― Stati Uniti | Cronologia completa delle presenze e delle reti in nazionale ― Stati Uniti | Cronologia completa delle presenze e delle reti in nazionale ― Stati Uniti |
| Data                                                                       | Città                                                                      | In casa                                                                    | Risultato                                                                  | Ospiti                                                                     | Competizione                                                               | Reti                                                                       | Note                                                                       |
| -------------------------------------------------------------------------- | -------------------------------------------------------------------------- | -------------------------------------------------------------------------- | -------------------------------------------------------------------------- | -------------------------------------------------------------------------- | -------------------------------------------------------------------------- | -------------------------------------------------------------------------- | -------------------------------------------------------------------------- |
| 21-12-1996                                                                 | Città del Guatemala                                                        | Guatemala                                                                  | 2 – 2                                                                      | Stati Uniti                                                                | Qual. Mondiali 1998                                                        | -                                                                          | 70’                                                                        |
| 7-8-1997                                                                   | Baltimora                                                                  | Stati Uniti                                                                | 0 – 1                                                                      | Ecuador                                                                    | Amichevole                                                                 | -                                                                          |                                                                            |
| 14-3-1998                                                                  | San Diego                                                                  | Stati Uniti                                                                | 2 – 2                                                                      | Paraguay                                                                   | Amichevole                                                                 | -                                                                          | 76’                                                                        |
| 8-9-1999                                                                   | Kingston                                                                   | Giamaica                                                                   | 2 – 2                                                                      | Stati Uniti                                                                | Amichevole                                                                 | -                                                                          |                                                                            |
| 29-1-2000                                                                  | Coquimbo                                                                   | Cile                                                                       | 1 – 2                                                                      | Stati Uniti                                                                | Amichevole                                                                 | -                                                                          |                                                                            |
| 16-2-2000                                                                  | Miami                                                                      | Stati Uniti                                                                | 1 – 0                                                                      | Perù                                                                       | Gold Cup 2000 - 1º turno                                                   | -                                                                          |                                                                            |
| 6-6-2000                                                                   | Foxborough                                                                 | Stati Uniti                                                                | 1 – 1                                                                      | Irlanda                                                                    | US Cup 2000                                                                | -                                                                          |                                                                            |
| 16-7-2000                                                                  | Mazatenango                                                                | Guatemala                                                                  | 1 – 1                                                                      | Stati Uniti                                                                | Qual. Mondiali 2002                                                        | -                                                                          | 75’                                                                        |
| 23-7-2000                                                                  | San José                                                                   | Costa Rica                                                                 | 2 – 1                                                                      | Stati Uniti                                                                | Qual. Mondiali 2002                                                        | -                                                                          | 11’                                                                        |
| 25-10-2000                                                                 | Los Angeles                                                                | Stati Uniti                                                                | 2 – 0                                                                      | Messico                                                                    | Amichevole                                                                 | -                                                                          |                                                                            |
| 27-1-2001                                                                  | Oakland                                                                    | Stati Uniti                                                                | 2 – 1                                                                      | Cina                                                                       | Amichevole                                                                 | -                                                                          | 80’                                                                        |
| 3-2-2001                                                                   | Miami                                                                      | Stati Uniti                                                                | 0 – 1                                                                      | Colombia                                                                   | Amichevole                                                                 | -                                                                          | 46’                                                                        |
| 3-3-2001                                                                   | Pasadena                                                                   | Stati Uniti                                                                | 1 – 2                                                                      | Brasile                                                                    | Amichevole                                                                 | -                                                                          |                                                                            |
| 5-9-2001                                                                   | San José                                                                   | Costa Rica                                                                 | 2 – 0                                                                      | Stati Uniti                                                                | Qual. Mondiali 2002                                                        | -                                                                          | 54’                                                                        |
| 11-11-2001                                                                 | Port of Spain                                                              | Trinidad e Tobago                                                          | 0 – 0                                                                      | Stati Uniti                                                                | Qual. Mondiali 2002                                                        | -                                                                          |                                                                            |
| 3-4-2002                                                                   | Denver                                                                     | Stati Uniti                                                                | 1 – 0                                                                      | Messico                                                                    | Amichevole                                                                 | -                                                                          | 46’                                                                        |
| 17-4-2002                                                                  | Dublino                                                                    | Irlanda                                                                    | 2 – 1                                                                      | Stati Uniti                                                                | Amichevole                                                                 | -                                                                          | 46’                                                                        |
| 16-5-2002                                                                  | East Rutherford                                                            | Stati Uniti                                                                | 5 – 0                                                                      | Giamaica                                                                   | Amichevole                                                                 | -                                                                          | 49’                                                                        |
| 26-5-2003                                                                  | San Jose                                                                   | Stati Uniti                                                                | 2 – 0                                                                      | Galles                                                                     | Amichevole                                                                 | -                                                                          |                                                                            |
| 8-6-2003                                                                   | Richmond                                                                   | Stati Uniti                                                                | 2 – 1                                                                      | Nuova Zelanda                                                              | Amichevole                                                                 | -                                                                          |                                                                            |
| 19-6-2003                                                                  | Saint-Étienne                                                              | Turchia                                                                    | 2 – 1                                                                      | Stati Uniti                                                                | Conf. Cup 2003 - 1º turno                                                  | -                                                                          | 56’                                                                        |
| 6-7-2003                                                                   | Columbus                                                                   | Stati Uniti                                                                | 2 – 0                                                                      | Paraguay                                                                   | Amichevole                                                                 | -                                                                          |                                                                            |
| 12-7-2003                                                                  | Foxborough                                                                 | Stati Uniti                                                                | 2 – 0                                                                      | El Salvador                                                                | Gold Cup 2003 - 1º turno                                                   | -                                                                          |                                                                            |
| 14-7-2003                                                                  | Foxborough                                                                 | Stati Uniti                                                                | 2 – 0                                                                      | Martinica                                                                  | Gold Cup 2003 - 1º turno                                                   | -                                                                          | 86’                                                                        |
| 19-7-2003                                                                  | Foxborough                                                                 | Stati Uniti                                                                | 5 – 0                                                                      | Cuba                                                                       | Gold Cup 2003 - Quarti di finale                                           | -                                                                          |                                                                            |
| 26-7-2003                                                                  | Miami                                                                      | Stati Uniti                                                                | 3 – 2                                                                      | Costa Rica                                                                 | Gold Cup 2003 - Finale 3º posto                                            | -                                                                          |                                                                            |
| 31-3-2004                                                                  | Płock                                                                      | Polonia                                                                    | 0 – 1                                                                      | Stati Uniti                                                                | Amichevole                                                                 | -                                                                          |                                                                            |
| 2-6-2004                                                                   | San Francisco                                                              | Stati Uniti                                                                | 4 – 0                                                                      | Honduras                                                                   | Amichevole                                                                 | -                                                                          | 46’                                                                        |
| 13-6-2004                                                                  | Columbus                                                                   | Stati Uniti                                                                | 3 – 0                                                                      | Grenada                                                                    | Qual. Mondiali 2006                                                        | 1                                                                          |                                                                            |
| 20-6-2004                                                                  | Saint George's                                                             | Grenada                                                                    | 2 – 3                                                                      | Stati Uniti                                                                | Qual. Mondiali 2006                                                        | -                                                                          | 87’                                                                        |
| 18-8-2004                                                                  | Kingston                                                                   | Giamaica                                                                   | 1 – 1                                                                      | Stati Uniti                                                                | Qual. Mondiali 2006                                                        | -                                                                          |                                                                            |
| 8-9-2004                                                                   | Panama                                                                     | Panama                                                                     | 1 – 1                                                                      | Stati Uniti                                                                | Qual. Mondiali 2006                                                        | -                                                                          |                                                                            |
| 28-5-2005                                                                  | Chicago                                                                    | Stati Uniti                                                                | 1 – 2                                                                      | Inghilterra                                                                | Amichevole                                                                 | -                                                                          |                                                                            |
| 9-7-2005                                                                   | Seattle                                                                    | Stati Uniti                                                                | 2 – 0                                                                      | Canada                                                                     | Gold Cup 2005 - 1º turno                                                   | -                                                                          |                                                                            |
| 16-7-2005                                                                  | Foxborough                                                                 | Stati Uniti                                                                | 3 – 1                                                                      | Giamaica                                                                   | Gold Cup 2005 - Quarti di finale                                           | -                                                                          | 7’                                                                         |
| 24-7-2005                                                                  | East Rutherford                                                            | Stati Uniti                                                                | 0 – 0 dts (3 – 1 dtr)                                                      | Panama                                                                     | Gold Cup 2005 - Finale                                                     | -                                                                          |                                                                            |
| 7-9-2005                                                                   | Città del Guatemala                                                        | Guatemala                                                                  | 0 – 0                                                                      | Stati Uniti                                                                | Qual. Mondiali 2006                                                        | -                                                                          |                                                                            |
| Totale                                                                     |                                                                            | Presenze                                                                   | 37                                                                         |                                                                            | Reti                                                                       | 1                                                                          |                                                                            |

### Statistiche da allenatore
Statistiche aggiornate al 19 settembre 2021.
| Stagione          | Squadra           | Campionato        | Campionato | Campionato | Campionato | Campionato | Coppe nazionali | Coppe nazionali | Coppe nazionali | Coppe nazionali | Coppe nazionali | Coppe continentali | Coppe continentali | Coppe continentali | Coppe continentali | Coppe continentali | Altre coppe | Altre coppe | Altre coppe | Altre coppe | Altre coppe | Totale | Totale | Totale | Totale | % Vittorie | Piazzamento |
| Stagione          | Squadra           | Comp              | G          | V          | N          | P          | Comp            | G               | V               | N               | P               | Comp               | G                  | V                  | N                  | P                  | Comp        | G           | V           | N           | P           | G      | V      | N      | P      | %          | Piazzamento |
| ----------------- | ----------------- | ----------------- | ---------- | ---------- | ---------- | ---------- | --------------- | --------------- | --------------- | --------------- | --------------- | ------------------ | ------------------ | ------------------ | ------------------ | ------------------ | ----------- | ----------- | ----------- | ----------- | ----------- | ------ | ------ | ------ | ------ | ---------- | ----------- |
| set. 2014         | Toronto FC        | MLS               | 6          | 1          | 1          | 4          | CC              | -               | -               | -               | -               | -                  | -                  | -                  | -                  | -                  | -           | -           | -           | -           | -           | 6      | 1      | 1      | 4      | 16,67      | Sub. 13º    |
| 2015              | Toronto FC        | MLS               | 34+1       | 15+0       | 4+0        | 15+1       | CC              | 2               | 1               | 0               | 1               | -                  | -                  | -                  | -                  | -                  | -           | -           | -           | -           | -           | 37     | 16     | 4      | 17     | 43,24      | 12º         |
| 2016              | Toronto FC        | MLS               | 34+6       | 14+4       | 11+0       | 9+2        | CC              | 4               | 2               | 1               | 1               | -                  | -                  | -                  | -                  | -                  | -           | -           | -           | -           | -           | 44     | 20     | 12     | 12     | 45,45      | 5º          |
| 2017              | Toronto FC        | MLS               | 34+5       | 20+3       | 9+1        | 5+1        | CC              | 4               | 2               | 1               | 1               | -                  | -                  | -                  | -                  | -                  | -           | -           | -           | -           | -           | 43     | 25     | 11     | 7      | 58,14      | 1º          |
| 2018              | Toronto FC        | MLS               | 34         | 10         | 6          | 18         | CC              | 4               | 3               | 0               | 1               | CCL                | 8                  | 4                  | 2                  | 2                  | Cam         | 1           | 0           | 0           | 1           | 47     | 17     | 8      | 22     | 36,17      | 19º         |
| 2019              | Toronto FC        | MLS               | 34+4       | 13+3       | 11+0       | 10+1       | CC              | 4               | 2               | 0               | 2               | -                  | -                  | -                  | -                  | -                  | -           | -           | -           | -           | -           | 42     | 18     | 11     | 13     | 42,86      | 9º          |
| 2020              | Toronto FC        | MLS               | 19         | 11         | 1          | 7          | CC              | -               | -               | -               | -               | -                  | -                  | -                  | -                  | -                  | MiB         | 4           | 1           | 2           | 1           | 23     | 12     | 3      | 8      | 52,17      | 2º          |
| Totale Toronto FC | Totale Toronto FC | Totale Toronto FC | 211        | 94         | 44         | 73         |                 | 18              | 10              | 2               | 6               |                    | 8                  | 4                  | 2                  | 2                  |             | 5           | 1           | 2           | 2           | 242    | 109    | 50     | 83     | 45,04      |             |
| 2021              | LA Galaxy         | MLS               | 34         | 13         | 9          | 12         |                 | -               | -               | -               | -               | -                  | -                  | -                  | -                  | -                  | -           | -           | -           | -           | -           | 34     | 13     | 9      | 12     | 38,24      | 15°         |
| 2022              | LA Galaxy         | MLS               | 34+2       | 14+1       | 8          | 12+1       | USOC            | 4               | 3               | 0               | 1               | -                  | -                  | -                  | -                  | -                  | LC          | 1           | 1           | 0           | 0           | 41     | 19     | 8      | 14     | 46,34      | 8°          |
| 2023              | LA Galaxy         | MLS               | 34         | 8          | 12         | 14         | USOC            | 3               | 2               | 0               | 1               | -                  | -                  | -                  | -                  | -                  | LC          | 2           | 0           | 0           | 2           | 39     | 10     | 12     | 17     | 25,64      | 26°         |
| 2024              | LA Galaxy         | MLS               | 34+5       | 19+5       | 7          | 8          | -               | -               | -               | -               | -               | -                  | -                  | -                  | -                  | -                  | LC          | 3           | 1           | 1           | 1           | 42     | 25     | 8      | 9      | 59,52      | 4°          |
| 2025              | LA Galaxy         | MLS               | 24         | 3          | 7          | 14         | -               | -               | -               | -               | -               | CCC                | 4                  | 1                  | 1                  | 2                  | LC          | 0           | 0           | 0           | 0           | 28     | 4      | 8      | 16     | 14,29      |             |
| Totale LA Galaxy  | Totale LA Galaxy  | Totale LA Galaxy  | 160+7      | 57+6       | 43         | 60+1       |                 | 7               | 5               | 0               | 2               |                    | 4                  | 1                  | 1                  | 2                  |             | 6           | 2           | 1           | 3           | 184    | 71     | 45     | 68     | 38,59      |             |
| Totale Carriera   | Totale Carriera   | Totale Carriera   | 378        | 157        | 87         | 134        |                 | 25              | 15              | 2               | 8               |                    | 12                 | 5                  | 3                  | 4                  |             | 11          | 3           | 3           | 5           | 426    | 180    | 95     | 151    | 42,25      |             |

## Palmarès

### Giocatore

#### Club

##### Competizioni nazionali
- MLS Supporters' Shield: 1

L.A. Galaxy: 1998
- US Open Cup: 2

L.A. Galaxy: 2001
D.C. United: 2008

##### Competizioni internazionali
- CONCACAF Champions' Cup: 1

L.A. Galaxy: 2000

#### Nazionale
- Gold Cup: 1

2005

#### Individuale
- MLS Best XI: 2

2000, 2001

### Allenatore

#### Club
- Canadian Championship: 3

Toronto FC: 2016, 2017, 2018
- MLS Supporters' Shield: 1

Toronto FC: 2017
- Campionato MLS: 2

Toronto FC: 2017
LA Galaxy: 2024

#### Individuale
- Miglior allenatore della Major League Soccer: 1

2017